# Kim Ki-duk
Kim Ki-duk (hangul: 김기덕; n. 20 decembrie 1960, Bonghwa County⁠(d), Gyeongsang de Nord, Coreea de Sud – d. 11 decembrie 2020, Riga, Letonia) a fost un regizor, scenarist, producător de film sud-coreean. Nu trebuie confundat cu Kim Ki-duk, cel care a regizat filmul Yonggary în anii 1960.
Tematica filmelor sale cât și afirmatiilor caustice la adresa personalităților din cinematografia sud-coreeană au stârnit uneori controverse.

## Biografie
A studiat artele plastice în Paris între 1990-1992. În 1993 caștiga premiul pentru cel mai bun scenariu al Educational Institute of Screenwriting pentru A Painter and a Criminal Condemned to Death. Filmul de debut este Crocodile (1996).

## Premii
- 2005 Silver Condor pentru cel mai bun film străin, Bom yeoreum gaeul gyeoul geurigo bom (2003)
- 2004 Silver Berlin Bear pentru cel mai bun regizor, Samaria (2004)
- 2001 Golden Raven pentru cel mai bun regizor, Seom (2000)
- 2006 Plaque pentru cel mai bun regizor, Shi Gan (2007)
- 2008 Orient Express Section Special Jury Award pentru cel mai bun regizor, Soom (2007)
- 2006 Orient Express Section Special Jury Award pentru cel mai bun regizor, Hwal ( 2005)
- 2001 International Fantasy Film Special Jury Award pentru cel mai bun regizor, Seom ( 2000)
- 2002 Grand Prix, Nabbeun namja ( 2001)
- 2005 FIPRESCI Film of the Year, Bin-jip ( 2004)
- 2003 Audience Award, Bom yeoreum gaeul gyeoul geurigo bom (2003)
- 2002 Orient Express Award, Nabbeun namja (2001)
- 2000 Netpac Award - Special Mention, Seom (2000)

## Filmografie (regizor)
- Bi-mong (2008) "Dream"
- Soom (2007) "Breath"
- Shi gan (2006) "Time"
- Hwal (2005) "The Bow"
- Bin-jip (2004) "3-Iron"
- Samaria (2004) "Samaritan Girl"
- Bom yeoreum gaeul gyeoul geurigo bom (2003) "Spring, *Summer, Fall, Winter... and Spring"
- Hae anseon (2002) "The Coast Guard"
- Nabbeun namja (2001) "Bad Guy"
- Suchwiin bulmyeong (2001) "Address Unknown"
- Shilje sanghwang (2000) aka "Real Fiction"
- Seom (2000) "The Isle"
- Paran daemun (1998)
- Yasaeng dongmul bohoguyeog (1997)
- Ag-o (1996)

## Filmografie (scenarist)
- Bi-mong (2008) "Dream"
- Soom (2007) "Breath"
- Shi gan (2006) "Time"
- Hwal (2005) "The Bow"
- Bin-jip (2004) "3-Iron"
- Samaria (2004) "Samaritan Girl"
- Bom yeoreum gaeul gyeoul geurigo bom (2003) "Spring, Summer, Fall, Winter... and Spring"
- Hae anseon (2002) "The Coast Guard"
- Nabbeun namja (2001) "Bad Guy"
- Suchwiin bulmyeong (2001) "Address Unknown"
- Shilje sanghwang (2000) aka "Real Fiction"
- Seom (2000) "The Isle"
- Paran daemun (1998)
- Yasaeng dongmul bohoguyeog (1997)
- Ag-o (1996) "Crocodile"
- Yeong-hwa-neun yeong-hwa-da (2008) "Rough Cut"
- A-leum-dab-da (2008) "Beautiful"

## Cărți despre Kim Ki-duk
- Kim Ki-duk (monografie), Dis Voir, 2006
- Marta Merajver Kurlat: Kim Ki Duk: On Movies, the Visual Language,Jorge Pinto Books Inc., 2009